# Lavassaare järv
Lavassaare järv är en sjö i sydvästra Estland. Den ligger i Lääneranna kommun i landskapet Pärnumaa, 100 km söder om huvudstaden Tallinn. Arean är 1,9 kvadratkilometer. 
Lavassaare järv ligger 16 meter över havet. Den avvattnas av Audru jõgi som mynnar i Rigabukten. Sjön är omgiven av våtmarken Kõima raba.